# ماتافلن-گرانژ
ماتافلن-گرانژ (به فرانسوی: Matafelon-Granges) یک کمون در فرانسه است که در Canton of Izernore واقع شده‌است.

## خصوصیات
ماتافلن-گرانژ ۲۱٫۵۴ کیلومترمربع مساحت و ۶۵۳ نفر جمعیت دارد و ۴۴۸ متر بالاتر از سطح دریا واقع شده‌است.